# Оливера Молдован
Оливера Молдован (Борча, 1. март 1989) је српска кајакашица. Њена сестра Николина Молдован је такође кајакашица и заједно са сестром наступа у дисциплини кајак двосед (К-2) на 200 и 500 метара.

## Каријера
Оливера Молдован је представљала Србију на Летњим олимпијским играма 2012. године у Лондону.
Заједно са сестром Николином на Олимпијским играма се такмичила у дисциплини К-2 500 м где су са временом 1:48,941 освојиле 8. место. У квалификацијама су оствариле бољи резултат него у финалу 1:43,586.
| Кајакаш                            | Дисциплина | Група    | Група | Полуфинале | Полуфинале | Финале   | Финале | Детаљи       |
| Кајакаш                            | Дисциплина | Време    | Место | Време      | Место      | Време    | Место  | Детаљи       |
| ---------------------------------- | ---------- | -------- | ----- | ---------- | ---------- | -------- | ------ | ------------ |
| Николина Молдован Оливера Молдован | К-2 500 м  | 1:44,335 | 3 КВ  | 1:43,586   | 3 КВ       | 1:48,941 | 8.     | Лондон 2012. |

На првом такмичењу за Светски куп за 2014. одржаном у Милану, у дисциплини К-2 200 m, освојила је са сестром Николином сребрну медаљу.